# Lethe atkinsonia
Lethe atkinsonia is een vlinder uit de onderfamilie Satyrinae van de familie Nymphalidae. De wetenschappelijke naam van de soort is voor het eerst geldig gepubliceerd in 1876 door William Chapman Hewitson.
Deze vlinder komt voor in Sikkim en Bhutan.

## Beschrijving
Bij beide geslachten is de bovenkant van de vleugels geel-bruin. Op de voorvleugel is een korte gelige band omzoomd door een bruine band voor en achter. Daarbuiten is een gele band met drie of vier ringetjes. Op de achtervleugel is de buitenste zoom donkerbruin met een gelige lijn parallel aan de vleugelrand. Daarbinnen is een gele band met vijf zwarte omringde ogen. De onderkant van de vleugels is bleker dan de bovenkant en heeft een heldergele tekening. De spanwijdte is 5 cm.